# Polònia 2050
Polònia 2050 de Szymon Hołownia (en polonès: Polska 2050 Szymona Hołowni, PL2050) és un partit de centredreta de Polònia.

## Història
Es va fundar com a moviment social el 30 de juny de 2020, dos dies després de la primera volta de les eleccions, en què va quedar tercer amb un resultat de menys del 14% dels vots. El 29 de setembre de 2020, Szymon Hołownia va anunciar la creació d'un partit polític associat al moviment, liderat per Michał Kobosko, el registre del qual (amb el nom de "Polònia 2050 per Szymon Hołownia") es va presentar el 3 de novembre de 2020.
El novembre de 2020, la diputada Hanna Gill-Piątek del partit Primavera abandonava la seva formació per unir-se a PL2050, aconseguint així representació al Sejm abans de les eleccions. A finals d'any, el partit aconseguia entre un 10 i un 20 per cent en les enquestes d'opinió, fet que el va convertir en el tercer partit més popular de Polònia. En mateixes dates, Gill-Piątek i Jacek Kozlowski van ser escollits com a vicepresidents del partit. El 8 de gener de 2021, una altra diputada, Joanna Mucha, i un senador, Jacek Bury, van abandonar Plataforma Cívica per unir-se al partit. Al febrer i al març aconseguien sumar a Paulina Hennig-Kloska, del partit Modern, i Tomasz Zimoch, candidat independent, arribant així als quatre escons al Sejm.
El 7 d'abril de 2021 es registrava oficialment a Polònia 2050 com a partit polític, preparant-se per al salt a les eleccions legislatives. En els propers mesos seguia sumant dissidents a les seves files: Mirosław Suchoń, també del partit Modern, Wojciech Maksymowicz, d'Acord, Paweł Zalewski, expulsat de la Plataforma Cívica, i l'eurodiputada Róża Thun, també de Plataforma Cívica.
Per a les eleccions legislatives i sejmiks de 2023, així com les europees de 2024, el partit es va presentar en la plataforma Tercera Via, que pretenia oferir una alternativa tant al governant Llei i Justícia com a la Coalició Cívica, les principals aliances dominants en els darrers anys.

## Resultats electorals

### Sejm
| Any  | Líder           | Vots                | %                   | Escons   | +/– | Govern           |
| ---- | --------------- | ------------------- | ------------------- | -------- | --- | ---------------- |
| 2023 | Szymon Hołownia | Dins de Tercera Via | Dins de Tercera Via | 33 / 460 | Nou | Oposició (2023)  |
| 2023 | Szymon Hołownia | Dins de Tercera Via | Dins de Tercera Via | 33 / 460 | Nou | Coalició (2023-) |

### Senat
| Any  | Líder           | Vots                | %                   | Escons  | +/– |
| ---- | --------------- | ------------------- | ------------------- | ------- | --- |
| 2023 | Szymon Hołownia | Dins de Tercera Via | Dins de Tercera Via | 4 / 100 | Nou |

### Sejmiks
| Any  | Líder           | Vots                | %                   | Escons   | +/– |
| ---- | --------------- | ------------------- | ------------------- | -------- | --- |
| 2024 | Szymon Hołownia | Dins de Tercera Via | Dins de Tercera Via | 22 / 552 | Nou |

### Parlament Europeu
| Any  | Líder           | Vots                | %                   | Escons | +/– | Grup |
| ---- | --------------- | ------------------- | ------------------- | ------ | --- | ---- |
| 2024 | Szymon Hołownia | Dins de Tercera Via | Dins de Tercera Via | 1 / 53 | Nou | RE   |